# Ваневичи
Ване́вичи (укр. Ваньовичі) — село в Самборской городской общине Самборского района Львовской области Украины.
Население по переписи 2001 года составляло 996 человек. Занимает площадь 7,562 км². Почтовый индекс — 81460. Телефонный код — 3236.